# Boarmia procursaria
Boarmia procursaria là một loài bướm đêm trong họ Geometridae.